# Il giurato
Il giurato (The Juror) è un film thriller americano del 1996 diretto da Brian Gibson, interpretato da Demi Moore e Alec Baldwin e tratto dall'omonimo romanzo di George Dawes Green del 1995.

## Trama
Annie Laird è una scultrice che vive a New York con suo figlio Oliver. Un giorno viene selezionata come membro della giuria nel processo al boss Louie Boffano, accusato di essere il mandante dell'omicidio di Salvatore Riggio.
Un giorno conosce Mark Cordell, meglio noto come "Il Maestro", killer al soldo di Boffano, ed autore dell'omicidio di Riggio, il quale comincia a farle pressioni affinché lei convinca la giuria ad assolvere Boffano, minacciandola altrimenti di uccidere sia lei sia Oliver.
Annie riesce a convincere la giuria ad assolvere Boffano, ma "il maestro" sembra ancora intenzionato a far loro del male, per cui manda Oliver al sicuro in Guatemala. "Il maestro" uccide Juliet, la migliore amica di Annie, costringendola a prendere numerose pillole fino a morire di overdose, dopo averle rivelato di essere lui lo stalker di Annie.
Annie incontra "il maestro" e segretamente registra ciò che lui dice su Boffano; quindi, fa ascoltare la registrazione a Boffano, il quale, furioso, decide d'incontrare "il maestro" per ucciderlo, ma "il maestro" uccide lui con una bomba nell'auto e, armato di pistola, uccide anche i suoi scagnozzi. "Il maestro" uccide anche il suo socio Eddie e si reca in Guatemala per uccidere Oliver.
Anche Annie si reca in Guatemala, e raggiunge il villaggio prima del "maestro" grazie a un aereo; "il maestro" arriva non prima di aver ucciso e rubato l'auto al proprietario della medesima.
Arrivato nel villaggio, "il maestro" trova Oliver e lo insegue fino a un tempio storico, dove viene raggiunto da alcuni nativi che gli sparano, facendolo cadere da una scalinata. Tra i nativi c'è anche Annie, armata di pistola, che vede "il maestro" in fin di vita, ma quest'ultimo si riprende ed estrae una pistola nascosta vicino alla caviglia, ma Annie lo finisce con alcuni colpi di pistola.
Annie e suo figlio Oliver sono finalmente salvi e possono tornare a casa dove potranno riprendere la loro vita tranquillamente.

## Riconoscimenti
- 1996 - Razzie Awards
  - Peggior attrice protagonista a Demi Moore
- 1997 - YoungStar Awards
  - Nomination Miglior attore esordiente in un film drammatico a Joseph Gordon-Levitt